# ニネヴェの戦い (紀元前612年)
ニネヴェの戦い（ニネヴェのたたかい、英語: Battle of Nineveh）は、紀元前612年 にメディア人、カルデア人、バビロニア人、アッシリア人反乱軍の連合軍と、その同盟者である遊牧民族のスキタイ人、キンメリア人が、アッシリア帝国の首都ニネヴェ (現イラクのモースル市の対岸)を包囲した戦い。長い攻城戦と激しい市街戦の末にニネヴェは連合軍によって略奪され破壊された。首都が陥落した新アッシリア帝国はその3年後に滅亡し、古代オリエントの覇権国家が姿を消すことになった。連合軍を率いた将軍ナボポラッサルが新バビロニア王国を建国してメソポタミアの支配を引き継ぎ、首都のバビロンはニネヴェに代わりオリエントの中心になった。

## 背景
中アッシリア帝国(紀元前1366年-紀元前1074年)の後を継いで、紀元前10世紀に起こった新アッシリア帝国は、紀元前8世紀から紀元前7世紀の間に最盛期を迎えた。アッシュールバニパル王の時代には版図は史上最大となり、北はコーカサス山脈(現在のアルメニア、グルジア、アゼルバイジャン)から南はエジプト、アラビア、ヌビア(現在のスーダン)まで、東はペルシアから西はキプロス、レバントまでにあるすべての国や都市国家を支配もしくは従属させた。

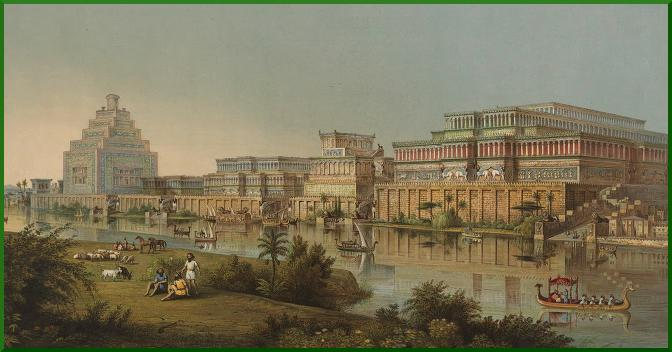
考古学者オースティン・ヘンリー・レヤードによるニネヴェの再現画

アッシュールバニパル王が紀元前627年に死ぬと、強大だった帝国の支配も不安定になってきた。圧政下にあったメディアやペルシア、バビロニア、カルデア、スキタイ、キンメリアといった勢力は、アッシリアへの敵意をむき出しにし始めた。アッシリア側の記録さえ認めていることだが、アッシリアは平時から残虐な支配体制を敷いてきており、敵が多かった。帝国の中心部はおおむね平和でも、エジプトやエラム、メソポタミア南部のバビロニアの民などとは恒常的に緊張状態にあったアッシリアの王たちは、宮廷の陰謀や内戦、国内の反乱を常に恐れていた。
アッシュールバニパル王の死後、血みどろの後継者争いが続き、帝国は弱体化した。紀元前625年以降、中東、小アジア、コーカサス、レバントにおける帝国の支配が揺らぎ、動揺に乗じてバビロニアに勢力を拡大したカルデア人などが反アッシリア連合を形成した。新バビロニアの目標はアッシリアの打倒と首都ニネヴェ攻略であり、「世界で最も偉大な都」の地位をバビロンに遷そうとした。ニネヴェはただ政治的な中心というだけでなく、アッカド語の書き板を膨大に収納した大図書館(アッシュールバニパルの図書館)があり、オリエント中の富が集まる街だった。

## 戦闘
紀元前625年にカルデア属州総督ナボポラッサルがアッシリアに叛旗を翻し、バビロン建国を宣言。内乱続きのアッシリアと12年にわたって争った。バビロニアの年代記によると、ナボポラッサルの統治10年目に、バビロニア軍はアッシリア軍を破り、ティグリス川をさかのぼってアッシリアの諸都市を略奪しながら進撃した。翌年、アッシリアは軍を立て直してバビロニア軍を撃退し、その翌年は国境の砦を巡って両軍が戦った。敗れたアッシリア軍は退却した。
バビロニアはメディア、ペルシア、キンメリア、スキタイと同盟を結んだ。メディア軍はニネヴェ近くまで侵攻し、紀元前9世紀までアッシリアの首都だったアッシュール(イラクのカラト・シャルカト近郊)を攻撃。連合軍は紀元前612年にアッシュールの神殿を破壊して街を略奪した。その後バビロニアは再び兵を集め、ニネヴェを包囲するメディア王キュアクサレス2世の陣に加わった。3カ月に及んだ攻城戦の末に紀元前612年8月、城壁を突破した連合軍は街を略奪して焼き払った。アッシリア王シン・シャル・イシュクンは戦死したと思われ、包囲から逃れた弟とされるアッシュール・ウバリト2世がハッラーン(別名カルラエ、トルコ南部のシャンルウルファ県)で即位した。
紀元前1世紀の歴史家ディオドロスによると、攻城戦の最中にティグリス川が氾濫してニネヴェ城内に流れ込み、これに乗じた連合軍が外壁を乗り越えて攻め込み、神殿を略奪して宮殿を焼き払ったという。『旧約聖書』「ナホム書」に登場する預言者ナホムは、ニネヴェの戦闘は1カ月続き、激しい市街戦になったと伝えている。

## その後
ニネヴェ陥落後も新バビロニア軍によるアッシリアへの軍事行動は続いたが、ニネヴェの戦いがアッシリア滅亡の大きな転機だった。アッシュール・ウバリト2世は数年間抵抗を続けたが、その最期は定かでない。紀元前608年のハッラーン陥落と共に死んだとも、アッシリア・エジプト同盟軍が新バビロニア連合軍に敗れたカルケミシュの戦いで戦死したとも、行方不明になったとも言われている。